# Marjinka
Marjinka (Oekraïens: Мар'їнка; Russisch: Марьинка, Marjinka) was een plaats in de oblast Donetsk in het oosten van Oekraïne met 9700 inwoners (2013).
In de Tweede Wereldoorlog viel de plaats op 19 oktober 1941 in Duitse handen. Op 9 september 1943 werd het stadje ingenomen door het Rode Leger.
Na schending van het akkoord van Minsk in juni 2015 kwam de plaats onder vuur van de separatisten te liggen. Na de Russische invasie in 2022 is de complete stad verwoest en zijn de bewoners geëvacueerd.